# ستيفن أومالي
ستيفن أومالي (بالإنجليزية: Stephen O'Malley)‏ هو موسيقي وعازف قيثارة أمريكي، ولد في 15 يوليو 1974 في سياتل في الولايات المتحدة.

## وصلات خارجية
- الموقع الرسمي
- ستيفن أومالي على موقع IMDb (الإنجليزية)
- ستيفن أومالي على موقع ميوزك برينز (الإنجليزية)
- ستيفن أومالي على موقع أول ميوزيك (الإنجليزية)
- ستيفن أومالي على موقع ديسكوغز (الإنجليزية)